# Ekensberg, Solna kommun
För andra betydelser, se Ekensberg.
Ekensberg är ett bebyggelsenamn i Solna kommun, Stockholms län. Det har givit namn till Ekensbergskyrkan, Ekensbergsvägen och fd villa Ekensberg i Bergshamra.
Ekensberg har historiska rötter från 1600-talet. Namnet är nära förbundet med områdets utveckling från lantbruk till stadsbebyggelse, särskilt genom Ekhagens torp och Ekensbergs lantgård. 

## Historia
År 1667 nämns Ekhagen i Solna sockens mantalslängd. Torpet Ekhagen, som låg där Vårvägens gård finns idag, finns avbildat på kartor från 1700-talet och omnämns i ett försäkringsbrev från 1799. Torpet revs mellan 1924 och 1930, och därefter uppfördes Ekensbergs gård, som i sin tur revs 1953 för att ge plats åt modern bebyggelse.
Under 1950-talet omvandlades området från jordbruksmark till stadsbebyggelse. Flera arrendegårdar, inklusive Ekensberg, revs för att ge plats åt flerbostadshus, industrier och affärer. Detta sammanföll med att Solna blev stad 1943 och började utvecklas till ett modernt storstadsområde. 
Idag är Ekensberg ett bostadsområde med flera bostadsrättsföreningar. Fastigheten, byggd 1954–55, är k-märkt och kännetecknas av sin funkisstil.